# 利亞什夫卡
49°40′36″N 35°42′6″E / 49.67667°N 35.70167°E
利亞希夫卡（烏克蘭語：Ляшівка）是位於烏克蘭東部的村莊，由哈爾科夫州别列斯京区的舊維里夫卡市鎮負責管轄。該村面積0.48平方公里，海拔高度183米，2001年人口172，人口密度每平方公里360.6人。